# La Catalana de Lletres
La Catalana de Lletres était un prix littéraire récompensant des œuvres en langue catalane décerné de 2003 à 2006. Le concours a été fondé par la radio catalane Catalunya Ràdio et la maison d'édition Cossetània Edicions (ca).

## Présentation
Il n'y avait pas de limitations de style mais seuls des poèmes en langue catalane pouvaient participer. Les auteurs présentaient cinq textes au maximum. Le prix avait la procédure suivante : chaque semaine cinq poèmes choisis étaient diffusés à la radio. Un jury d'auteurs catalans connus décidaient quels poèmes allaient participer à la phase finale du concours.
Chaque année, Cossetània Edicions publiait une anthologie qui contenait tous les poèmes de la phase finale ainsi qu'une sélection des meilleurs poèmes diffusés. Par ailleurs, le jury s'est réservé le droit de recommander la publication d'un livre de poésie de l'auteur vainqueur. 
La Catalana de Lletres a récompensé des poètes des Pays Catalans, comme Òscar Palazón Ferré, Teresa Serramià i Samsó, Joan Albert de la Peña Guasch et Irene Tarrés Canimas, mais aussi des auteurs provenant d'autres pays, comme l'autrichien Klaus Ebner ou l'allemande Maridès Soler.